# Playoff till Svenska damhockeyligan 2018
Playoff till Svenska Damhockeyligan 2018/2019 spelades mellan den 15 och 25 mars 2018 med ett nytt upplägg jämfört med förra säsongen. Kvalificerade var segrarna i Damettans fyra regionala grupper samt lag 9 och 10 från SDHL. De fyra seriesegrarna från Damettan möttes först i Förkval till playoff till SDHL. Segraren från region Öst möter segraren från region Nord och Syd möter Väst i bäst av tre matcher. Högst rankat lag börjar borta och spelar de två följande matcherna hemma. 
Vinnarna av förkval går till Playoff till SDHL där de möter lag 9 och 10 från SDHL. En förenings andralag och lag sammansatta av två lag får inte kvala till SDHL och föreningen måste ange tio utespelare och en målvakt som inte får delta i damettan. Hvidovre IK från Danmark får inte heller kvala till SDHL..

## Deltagande lag
Från Damettan deltar Karlskrona HK, Färjestad BK, Södertälje SK och Skellefteå AIK. Från SDHL deltar SDE HF och Göteborg HC.

## Förkval till playoff till SDHL
| 1     | 15 mars 2018 | Skellefteå AIK          | 1 – 3 (e.fl.)           | Hammarby IF             | Skellefteå Kraft Arena |             |
| 19:00 | 19:00        | (0–2, 0–1, 1–0) Rapport | (0–2, 0–1, 1–0) Rapport | (0–2, 0–1, 1–0) Rapport | Publik: 674            | Publik: 674 |
| 19:00 | 19:00        |                         |                         |                         | Publik: 674            | Publik: 674 |
| 19:00 | 19:00        |                         |                         |                         | Publik: 674            | Publik: 674 |
| 19:00 | 19:00        |                         |                         |                         | Publik: 674            | Publik: 674 |
| 19:00 | 19:00        |                         |                         |                         | Publik: 674            | Publik: 674 |
| 19:00 | 19:00        |                         |                         |                         | Publik: 674            | Publik: 674 |

| 1     | 15 mars 2018 | IF Troja/Ljungby        | 1 – 2 (e.fl.)           | Färjestad BK            | Ljungby Arena |             |
| 19:00 | 19:00        | (0–0, 1–1, 0–1) Rapport | (0–0, 1–1, 0–1) Rapport | (0–0, 1–1, 0–1) Rapport | Publik: 677   | Publik: 677 |
| 19:00 | 19:00        |                         |                         |                         | Publik: 677   | Publik: 677 |
| 19:00 | 19:00        |                         |                         |                         | Publik: 677   | Publik: 677 |
| 19:00 | 19:00        |                         |                         |                         | Publik: 677   | Publik: 677 |
| 19:00 | 19:00        |                         |                         |                         | Publik: 677   | Publik: 677 |
| 19:00 | 19:00        |                         |                         |                         | Publik: 677   | Publik: 677 |

| 2     | 17 mars 2018 | Hammarby IF             | 0 – 1 (e.fl.)           | Skellefteå AIK          | Husby Ishall |             |
| 13:00 | 13:00        | (0–1, 0–0, 0–0) Rapport | (0–1, 0–0, 0–0) Rapport | (0–1, 0–0, 0–0) Rapport | Publik: 169  | Publik: 169 |
| 13:00 | 13:00        |                         |                         |                         | Publik: 169  | Publik: 169 |
| 13:00 | 13:00        |                         |                         |                         | Publik: 169  | Publik: 169 |
| 13:00 | 13:00        |                         |                         |                         | Publik: 169  | Publik: 169 |
| 13:00 | 13:00        |                         |                         |                         | Publik: 169  | Publik: 169 |
| 13:00 | 13:00        |                         |                         |                         | Publik: 169  | Publik: 169 |

| 2     | 17 mars 2018 | Färjestad BK            | 5 – 0 (e.fl.)           | IF Troja/Ljungby        | Löfbergs Arena |             |
| 17:00 | 17:00        | (1–0, 3–0, 1–0) Rapport | (1–0, 3–0, 1–0) Rapport | (1–0, 3–0, 1–0) Rapport | Publik: 463    | Publik: 463 |
| 17:00 | 17:00        |                         |                         |                         | Publik: 463    | Publik: 463 |
| 17:00 | 17:00        |                         |                         |                         | Publik: 463    | Publik: 463 |
| 17:00 | 17:00        |                         |                         |                         | Publik: 463    | Publik: 463 |
| 17:00 | 17:00        |                         |                         |                         | Publik: 463    | Publik: 463 |
| 17:00 | 17:00        |                         |                         |                         | Publik: 463    | Publik: 463 |

| 3     | 18 mars 2018 | Hammarby IF             | 1 – 2 (e.fl.)           | Skellefteå AIK          | Husby Ishall |             |
| 13:00 | 13:00        | (1–2, 0–0, 0–0) Rapport | (1–2, 0–0, 0–0) Rapport | (1–2, 0–0, 0–0) Rapport | Publik: 123  | Publik: 123 |
| 13:00 | 13:00        |                         |                         |                         | Publik: 123  | Publik: 123 |
| 13:00 | 13:00        |                         |                         |                         | Publik: 123  | Publik: 123 |
| 13:00 | 13:00        |                         |                         |                         | Publik: 123  | Publik: 123 |
| 13:00 | 13:00        |                         |                         |                         | Publik: 123  | Publik: 123 |
| 13:00 | 13:00        |                         |                         |                         | Publik: 123  | Publik: 123 |

Skellefteå och Färjestad vidare till Playoff.

## Playoff till SDHL
Kvalificerade lag är lag 9 och 10 från SDHL, SDE HF och Göteborg HC samt vinnarna från förkvalet: Skellefteå AIK och Färjestad BK.
| 1     | 22 mars 2018 | Skellefteå AIK          | 1 – 7                   | SDE HF                  | Skellefteå Kraft Arena |             |
| 19:00 | 19:00        | (0–0, 1–3, 0–4) Rapport | (0–0, 1–3, 0–4) Rapport | (0–0, 1–3, 0–4) Rapport | Publik: 540            | Publik: 540 |
| 19:00 | 19:00        |                         |                         |                         | Publik: 540            | Publik: 540 |
| 19:00 | 19:00        |                         |                         |                         | Publik: 540            | Publik: 540 |
| 19:00 | 19:00        |                         |                         |                         | Publik: 540            | Publik: 540 |
| 19:00 | 19:00        |                         |                         |                         | Publik: 540            | Publik: 540 |
| 19:00 | 19:00        |                         |                         |                         | Publik: 540            | Publik: 540 |

| 1     | 22 mars 2018 | Färjestad BK            | 1 – 4                   | Göteborg HC             | Löfbergs Arena |             |
| 19:00 | 19:00        | (0–3, 1–1, 0–0) Rapport | (0–3, 1–1, 0–0) Rapport | (0–3, 1–1, 0–0) Rapport | Publik: 579    | Publik: 579 |
| 19:00 | 19:00        |                         |                         |                         | Publik: 579    | Publik: 579 |
| 19:00 | 19:00        |                         |                         |                         | Publik: 579    | Publik: 579 |
| 19:00 | 19:00        |                         |                         |                         | Publik: 579    | Publik: 579 |
| 19:00 | 19:00        |                         |                         |                         | Publik: 579    | Publik: 579 |
| 19:00 | 19:00        |                         |                         |                         | Publik: 579    | Publik: 579 |

| 2     | 24 mars 2018 | SDE HF                  | 6 – 1                   | Skellefteå AIK          | Tigerbalsamhallen |             |
| 15:00 | 15:00        | (0–0, 2–0, 4–1) Rapport | (0–0, 2–0, 4–1) Rapport | (0–0, 2–0, 4–1) Rapport | Publik: 112       | Publik: 112 |
| 15:00 | 15:00        |                         |                         |                         | Publik: 112       | Publik: 112 |
| 15:00 | 15:00        |                         |                         |                         | Publik: 112       | Publik: 112 |
| 15:00 | 15:00        |                         |                         |                         | Publik: 112       | Publik: 112 |
| 15:00 | 15:00        |                         |                         |                         | Publik: 112       | Publik: 112 |
| 15:00 | 15:00        |                         |                         |                         | Publik: 112       | Publik: 112 |

| 2     | 24 mars 2018 | Göteborg HC             | 3 – 1                   | Färjestad BK            | Angered Arena |             |
| 16:00 | 16:00        | (1–1, 2–0, 0–0) Rapport | (1–1, 2–0, 0–0) Rapport | (1–1, 2–0, 0–0) Rapport | Publik: 163   | Publik: 163 |
| 16:00 | 16:00        |                         |                         |                         | Publik: 163   | Publik: 163 |
| 16:00 | 16:00        |                         |                         |                         | Publik: 163   | Publik: 163 |
| 16:00 | 16:00        |                         |                         |                         | Publik: 163   | Publik: 163 |
| 16:00 | 16:00        |                         |                         |                         | Publik: 163   | Publik: 163 |
| 16:00 | 16:00        |                         |                         |                         | Publik: 163   | Publik: 163 |

Matchdata kommer från Svenska Ishockeyförbundet.
Göteborg och SDE försvarar sina platser i Svenska damhockeyligan till säsongen 2018/2019.